# Утагава Ёсиику
Утагава Ёсиику (яп. 歌川 芳幾, 1833—1904) — японский художник, мастер укиё-э, представитель школы Утагава.

## Биография и творчество
Настоящее имя Утагавы Ёсиику — Отиаи Икудзиро, также известен под различными псевдонимами: Отиаи Ёсиику, Кэйсай Ёсиику, Иккэйсай Ёсиику, Тёкаро и Сяракусай. Художник родился в Эдо в семье владельца чайного дома в квартале Ёсивара. Имя Ёсиику ему дал мастер укиё-э Утагава Куниёси, когда увлечение в то время юного помощника хозяина ломбарда рисованием привело его в школу выдающегося мастера укиё-э.
Творчество Ёсиику очень разнообразно: портреты женщин и знаменитых актёров, военно-исторические серии («Тайхэйки», 1867), сюжеты литературных произведений («Гэндзи моногатари», 1861), жанровые зарисовки, афиши театральных спектаклей, городские виды, изображения разных животных.

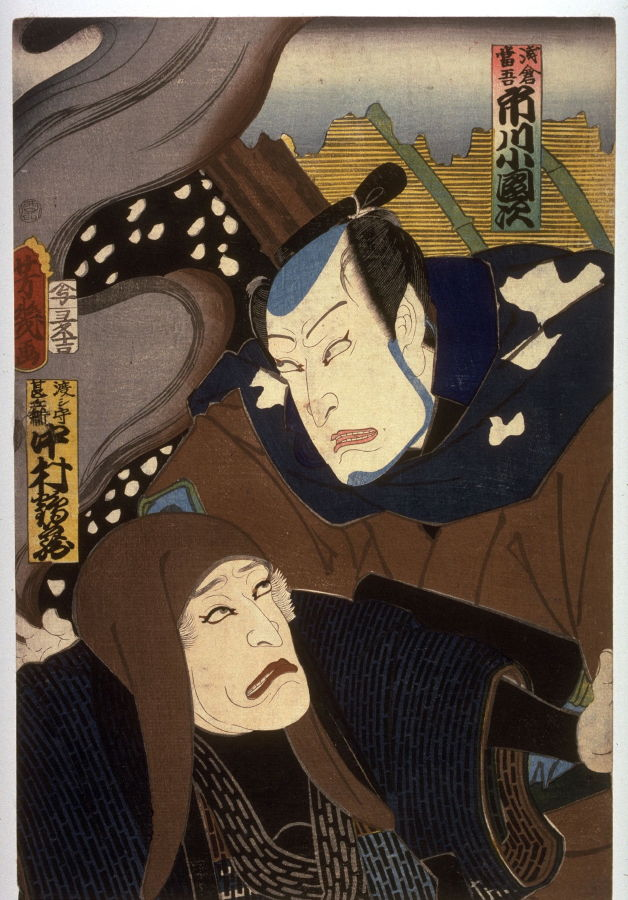
Актёры Итикава Кодандзи и Накамура Какудзо I

В наступившую эпоху Мэйдзи (1868-1912), в которой произошли большие политические и экономические изменения, Утагава Ёсиику занимался и новым видом ксилографии — «разноцветными новостями» (ньюс нисики-э), газетными иллюстрациями на темы историй об убийствах и кражах, призраках и исчезновениях людей, несчастной любви и т. д. Наиболее известны среди работ Ёсиику в этой серии «Двадцать восемь историй о насилии» (создал вместе с художником Цукиокой Ёситоси) и «Различные моменты повседневной жизни обыкновенных людей». 
В 1874 году работал в газете «Токио Нитинити симбун», а  в 1875 году — карикатуристом в «Токио Эйри симбун».